# Sanctuaire de Banchette
Le Sanctuaire de la Madonna delle Grazie de Banchette ou Santuario de Banchette (italien Santuario di Banchette) est dédié à la Vierge et se trouve à Banchette, un hameau de Bioglio, près de Pettinengo.
Avec le Sanctuaire de la Brugarola (Ailoche), le Sanctuaire de la Brughiera (Trivero) et le Sanctuaire du Mazzucco (Camandona), il est un des sanctuaires mineurs du Biellais, tous reliés et accessibles par les sentiers de CoEur - Au cœur des chemins d'Europe et du Chemin de Saint-Charles.
Il est situé à 675 m d'altitude[réf. nécessaire] . Il s'agit d'un sanctuaire extra diocésain géré par les Barnabites de Gênes. Derrière l'église, se situe un bâtiment de la première moitié du XVIIIe siècle pour les pèlerins. Cette auberge a été construite grâce à la donation d'un officier espagnol.
Selon la légende, le sanctuaire est bâti pour réparer la profanation faite par un fou qui jeta des pierres contre la fresque de la Vierge peinte sur une colonne. Depuis ce geste on a renommé le peinture Madonna du bleu (Madonna dal bull). La fresque ruinée est encore visible à l'intérieur de l'église.
L'édifice actuel est construit par les Barnabites autour de l'ancienne église qui fut utilisé comme lazaret en 1630 pendant la peste.
La structure a été restaurée au début du XXe siècle. La façade et une partie des nefs latérales sont d'origine.